# Ford Bronco Sport
Ford Bronco Sport — компактний кросовер виробництва компанії Ford.

## Опис

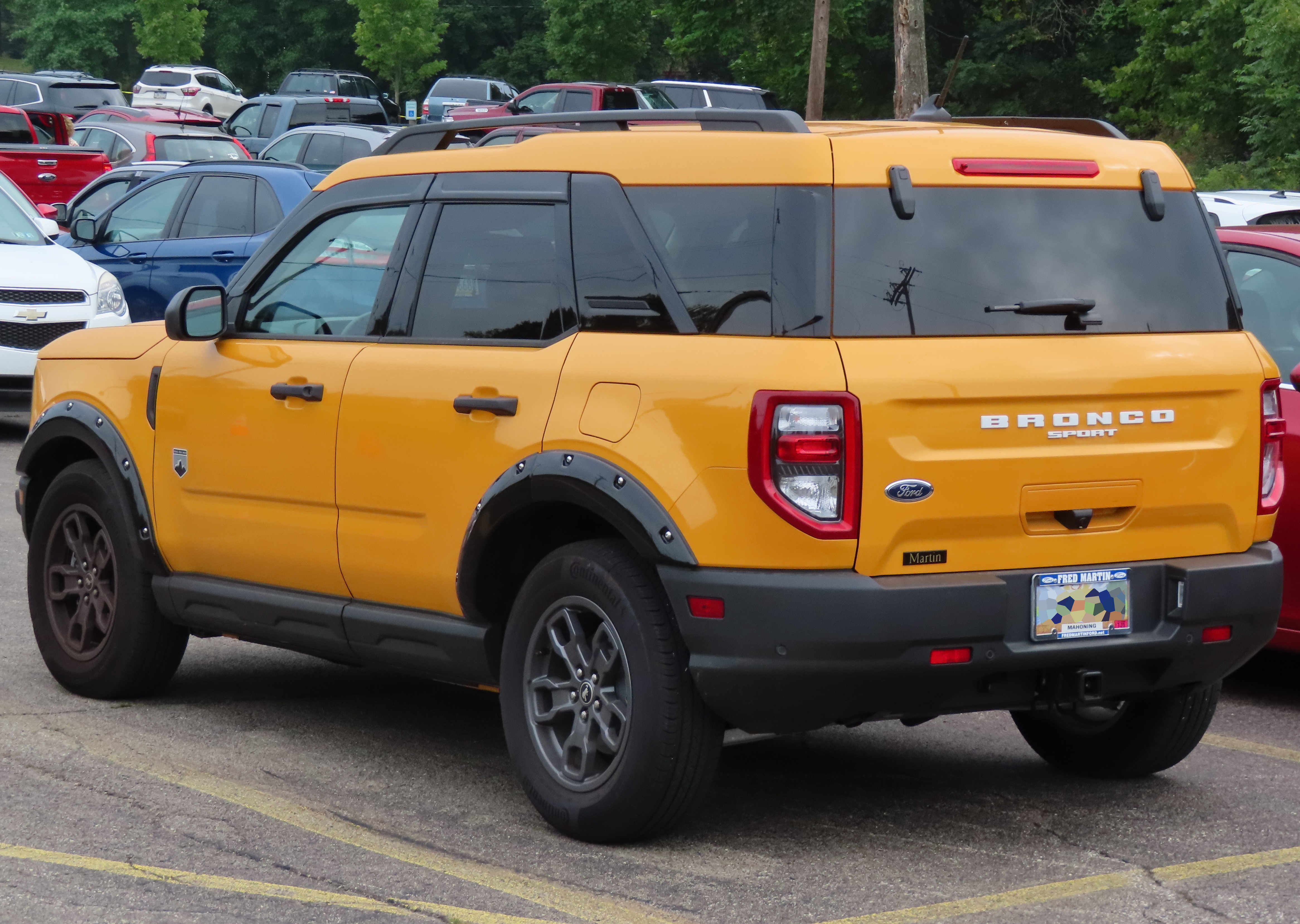
Ford Bronco Sport Big Bend

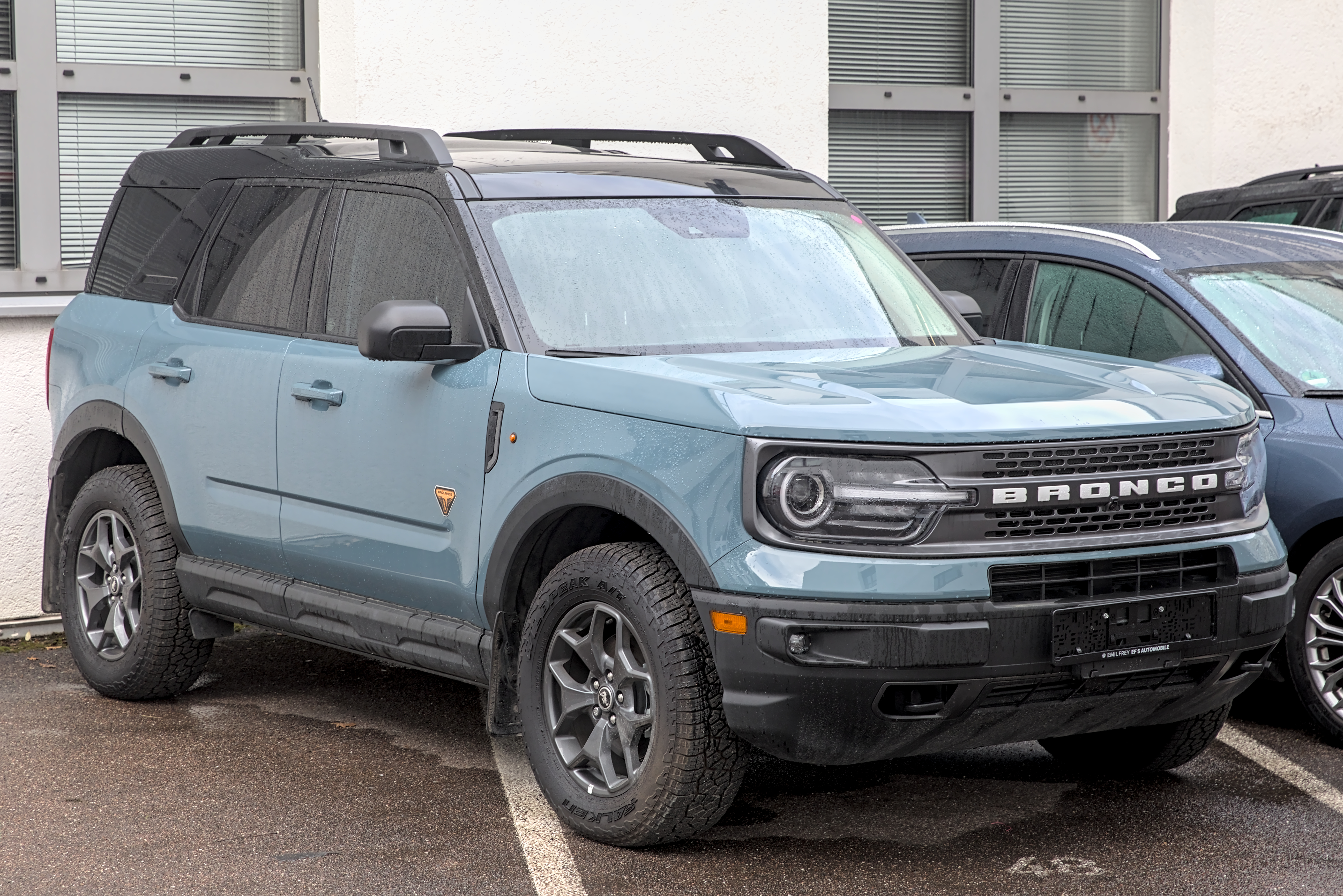
Ford Bronco Sport Badlands

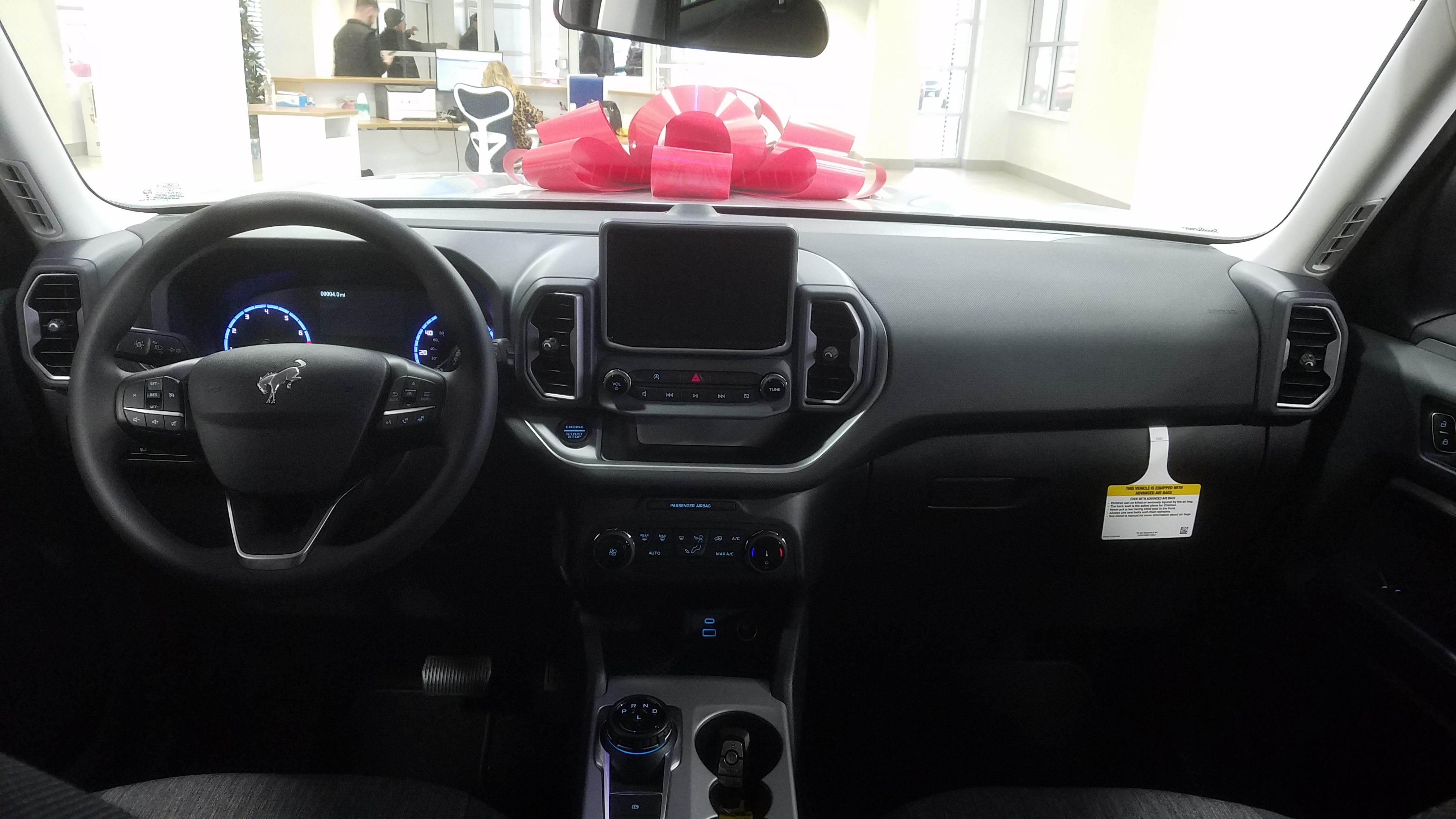

Паралельно з "класичним" позашляховиком Ford Bronco дебютував й Ford Bronco Sport (CX430). Автомобіль збудовано на платформі Ford C2, що й Ford Escape. Привід повний з 8-ст. АКПП.
Обидві підвіски незалежні: спереду McPherson, ззаду багаторичажка. Кут в'їзду - 21,7-30,4°, з'їзду - 30,4-33,1°, рампи - 18,2-20,4°. Глибина подоланого броду - 450-600 мм. Максимальне корисне навантаження - 454 кг. Дах здатна витримати вагу в 45-68 кг. Маса причепа - 907-998 кг.
Система повного приводу в своєму розпорядженні має пару зчеплень в задньому диференціалі, дозволяючи при необхідності перекидати всю доступну для задньої осі тягу на праве або ліве колесо. Передбачено сім режимів руху: Normal, Eco, Sport, Slippery («слизький»), Sand («пісок»), Mud/Ruts («бруд/ями»), Rock Crawl («камені/повзе режим»). Позашляховий круїз-контроль Trail Control працює на швидкостях до 32 км/год. За безпеку відповідає комплекс Ford Co-Pilot360.
Також плануються і гібридні модифікації - звичайні і такі, що підзаряджаються від мережі.
В продаж кросовер надійшов восени 2020 року.

### Двигуни
- 1.5 л EcoBoost I3-T 183 к.с., 258 Нм
- 2.0 л EcoBoost I4-T 248 к.с., 373 Нм
- 2.5 л Ecoboost I4 Hybrid
- 2.5 л Ecoboost I4 Plug-in hybrid

## Продажі
| рік  | США     | Мексика | Канада |
| ---- | ------- | ------- | ------ |
| 2020 | 5,120   |         | 195    |
| 2021 | 108,169 | 4,193   | 11,094 |
| 2022 | 99,547  |         | 11,958 |